# Brutto
Der Begriff brutto bezeichnet in der Regel eine zusammengesetzte Größe, die, um bestimmte Teile vermindert, die verbleibende Größe (netto) ergibt. Ursprünglich leitet sich das Wort vom lateinischen Begriff brutus für „schwerfällig“, „stumpf“, „unrein“ ab.
Beispiele
- Ein Bruttogewicht beinhaltet das Gewicht des Wägegutes und seiner Verpackung sowie sonstiger Verpackungseinheiten und dem Warenträger, beispielsweise eine Transportpalette oder ein Container.[2] Die Differenz von brutto und netto wird bei Gewichten Tara genannt.
- Ein Bruttopreis ist die Summe aus Nettowarenwert und Umsatzsteuer.
- Ein Bruttoverkaufspreis wird im Rahmen der Handelskalkulation ermittelt.
- Ein Bruttolohn oder -gehalt (Arbeitsentgelt) enthält in Deutschland die Lohnsteuer sowie den Arbeitnehmeranteil der Sozialabgaben. Der Arbeitgeberanteil an den Sozialabgaben wird dagegen üblicherweise nicht im Arbeitsentgelt angegeben. (Der Grund dafür ist, dass das Bruttogehalt in Arbeits- bzw. Tarifverträgen festgelegt wird, während sich der vom Arbeitgeber zusätzlich zu leistende Arbeitgeberanteil an den Sozialabgaben aus gesetzlichen Vorschriften ergibt und nicht direkt durch die Tarifparteien beeinflusst werden kann.) Der Bruttolohn zuzüglich des Arbeitgeberanteils nennt sich Arbeitnehmerentgelt. Da in der Schweiz die ordentlichen Steuern nicht vom Lohn abgezogen werden, bezeichnet dort der Bruttolohn das Gehalt vor Abzug jeglicher Sozialabgaben – abgesehen vom Arbeitgeberanteil.
- In der Architektur bezeichnet die Brutto-Grundfläche eines Gebäudes die gesamte Fläche einer Etage, inklusive aller Wände und konstruktiven Teile. Wenn man diese abzieht, erhält man die Netto-Grundfläche, welche im allgemeinen Sprachgebrauch als „sichtbare und nutzbare Bodenfläche“ erklärt werden kann.